# AP2S1
AP2S1‏ (Adaptor related protein complex 2 subunit sigma 1) هوَ بروتين يُشَفر بواسطة جين AP2S1 في الإنسان.
أحد مُركّبي المُحوّلات الرئيسيين المُرتبطين بالكلاثرين، AP-2، هو مُركّب رباعي مُغاير مُرتبط بالغشاء البلازمي. يتكون هذا المُركّب من سلسلتين كبيرتين، وسلسلة متوسطة، وسلسلة صغيرة. يُشفّر هذا الجين السلسلة الصغيرة من هذا المُركّب. رُصد الوصل البديل في هذا الجين، ويُنتج نسختين معروفتين.

## وصلات خارجية
- تفاصيل أكثر عن AP2S1 على موقع متصفح جينوم جامعة كاليفورنيا سانتا كروز[الإنجليزية].